# Avaricum
Avaricum bylo oppidum ve starověké Galii, dnešní město Bourges. Nacházelo se na území, ovládaném galským kmenem Biturigů. Bylo to největší a nejlépe opevněné město Biturigů, které se nacházelo ve velmi úrodné krajině. Oppidum bylo lemováno řekou a bažinami, přístupné bylo pouze jedním vstupem. V roce 52 př. n. l. se zde odehrála bitva u Avarica mezi Římany a Galy, kdy Římané v čele s Juliem Caesarem oppidum dobyli a zabili okolo 40 000 lidí.